# Seymour Cassel
Seymour Joseph Cassel (Detroit, Míchigan; 22 de enero de 1935-Los Ángeles, California; 7 de abril de 2019) fue un actor estadounidense. Se hizo conocido en los años 1960 en el cine independiente, concretamente en las películas de John Cassavetes. Desde entonces actuó en una variedad de papeles en películas independientes y en producciones de Hollywood.

## Primeros años
Cassel nació en Detroit, Míchigan, hijo de Pancretia Ann Kearney y Seymour Joseph Cassel.

## Carrera
La carrera de Cassel fue impulsada por el director John Cassavetes. Su debut en el cine fue en Shadows (1959), la primera película dirigida por Cassavetes, donde Cassel además fue productor asociado. Luego trabajaría en posteriores películas de Cassavetes como The Killing of a Chinese Bookie o Opening Night. En 1968, recibió una nominación para los Premios Óscar en la categoría de mejor actor de reparto por su papel en Faces (1968), de Cassavetes.
Con algunas apariciones desapercibidas en producciones de Hollywood como Dick Tracy (con Al Pacino y Dustin Hoffman) y Una proposición indecente (con Robert Redford y Demi Moore), Cassel siempre apoyó a la comunidad del cine independiente, especialmente después de la muerte de John Cassavettes. Tuvo un pequeño papel en Trees Lounge, el debut de Steve Buscemi como director, y también en tres películas de Wes Anderson: Academia Rushmore, The Royal Tenenbaums y Life Aquatic.
En 2007 y 2009, Cassel fue candidato a la presidencia nacional del Sindicato de Actores de Cine.
En la biografía Slash (2007), el exguitarrista de Guns N' Roses y amigo del hijo de Cassel, cuyo nombre real es Saul Hudson, le dio el crédito al actor por haberle dado el sobrenombre de "Slash" (chuchillada) porque siempre se estaba moviendo rápido de un lado hacia otro y nunca se quedaba quieto.

## Filmografía
- Shadows (1959)
- Faces (1968)
- Coogan's Bluff (1968)
- The Revolutionary (1970)
- Así habla el amor (1971)
- The Killing of a Chinese Bookie (1976)
- Black Oak Conspiracy (1977)
- Death Game (1977)
- Opening Night (1978)
- Convoy (1978)
- Mr. Mike's Mondo Video (1979)
- Sunburn (1979)
- King of The Mountain (1981)
- Love Streams (1984)
- Eye of the Tiger (1986)
- Johnny Be Good (1988)
- La bruja de mi madre (1989)
- White Fang (1991)
- In the Soup (1992)
- What Happened to Pete (1992)
- Honeymoon in Vegas (1992)
- Una proposición indecente (1993)
- It Could Happen to You (1994)
- Cannes Man (1995)
- Trees Lounge (1996)
- Obsession (1997)
- Rushmore (1998)
- Animal Factory (2000)
- The Royal Tenenbaums (2001)
- Deadrockstar (2002)
- Sonny (2002)
- Stealing Harvard (2002)
- Stuck on You (2003)
- The Life Aquatic with Steve Zissou (2004)
- Lonesome Jim (2005)
- The Wendell Baker Story (2005)
- La novia del mar (2006)
- Artie Lange's Beer League (2006)
- Postal (2007)
- Staten Island (2009)
- Pete Smalls Is Dead (2010)

## Premios y distinciones
Óscar
| Año  | Categoría                       | Película | Resultado |
| ---- | ------------------------------- | -------- | --------- |
| 1969 | Óscar al mejor actor de reparto | Faces    | Nominado  |